# كأس سلوفينيا 2004–05
كأس سلوفينيا 2004–05 هو موسم من كأس سلوفينيا. كان عدد الأندية المشاركة فيه 32، وفاز فيه نادي تساليه.